# Ribeira das Patas
Ribeira das Patas anteriormente llamada Lajedo  es una villa caboverdiana del municipio de Porto Novo.

## Geografía
La villa está situada en la isla de Santo Antão.

## Organización territorial
La villa abarca los lugares y barrios de:
- Boca de Mina
- Cancela
- Cavouco de Alecrim
- Chã de Mato
- Chã de Sem Comer
- Frente Guilherme
- Ponte Sul
- Várzea Lajedo (Lajedo)
- Vascona